# قوس وريدية وداجية
فوق عظم  القص، يتصل الوريدان الوداجيان الأماميان  عن طريق جذع عرضي هو القوس الوريدي الوداجي، الذي يستقبل الروافد  من الأوردة الدرقية السفلية والتي بدورها تتصل بالوريد  الوداجي الباطن.
لا يوجد أي صمامات في هذا الوريد.